# Военный (журнал)
«Военный» — ежемесячный научно-популярный журнал. Издается с 2016 года. Создан по инициативе и активном участии Станислава Говорухина. Позиционирован как преемник «Военного журнала».

## История
Первый номер издания вышел в 2016 году. В 2017 году главным редактором стал Станислав Говорухин.

## Концепция и рубрики
Журнал нацелен на повышение мотивации у защитников отечества. 

Затея и основной посыл проекта журнала «Военный» на самом деле в том, чтобы донести до общества, неотъемлемой частью которого являются наши Вооруженные силы, что в очередной раз от морального и интеллектуального уровня нашей армии зависит очень многое.— Станислав Говорухин
Основные рубрики: «Персона», «Интервью»,  «Страна»,, «Образование», «Сеть», «Репортаж», «Оружие», «Призыв», «Авто», «Хрестоматия».

Разъяснять — дело непростое и затейливое. Не пропагандировать, выкрикивая лозунги, а так, чтоб поняли. И прониклись. Ведь не будь этого чувства правоты у бойцов Красной армии, не победить нам в Великой Отечественной войне. И разъяснять журнал станет не занудно менторски, а весело и с улыбкой. С иронией в первую очередь к самим себе. — Станислав Говорухин

Стенд журнала «Военный» на Международном военно-техническом форуме «АРМИЯ-2018»

В издании есть  пинап, комиксы о героических моментах отечественной истории. Из серьезного контента журнал публикует репортажи из военных частей и горячих точек, исторические материалы, фрагменты произведений российских и советских авторов, интервью с военными, политиками, спортсменами, а также материалы постоянных авторов — Захара Прилепина, Евгения Примакова и других.
В 2018 году «Военный» окончательно перешел от традиционных для ежемесячных изданий фотообложек на уникальный рисованный формат.

## Мероприятия
- Совместно с Почтой России участвует в благотворительной акции «Дерево Добра»[4][5].
- Международный военно-технический форум «АРМИЯ-2018»

## Редакторы и авторы

### Главные редакторы журнала
- Юрий Шумило[6] – 2016 год.
- Станислав Говорухин — с 2017 — 2018.
- Мария Шоппо[7] — с 2018 — н.в.

### Известные авторы журнала
- Юрий Поляков
- Сергей Шаргунов
- Владислав Шурыгин
- Захар Прилепин
- Евгений Примаков
- Александр Сладков
- Евгений Додолев
- Евгений Поддубный
- Олег Морозов